# René Tavernier
René Tavernier (Parigi, 21 maggio 1915 – Parigi, 16 dicembre 1989) è stato un poeta e filosofo francese.

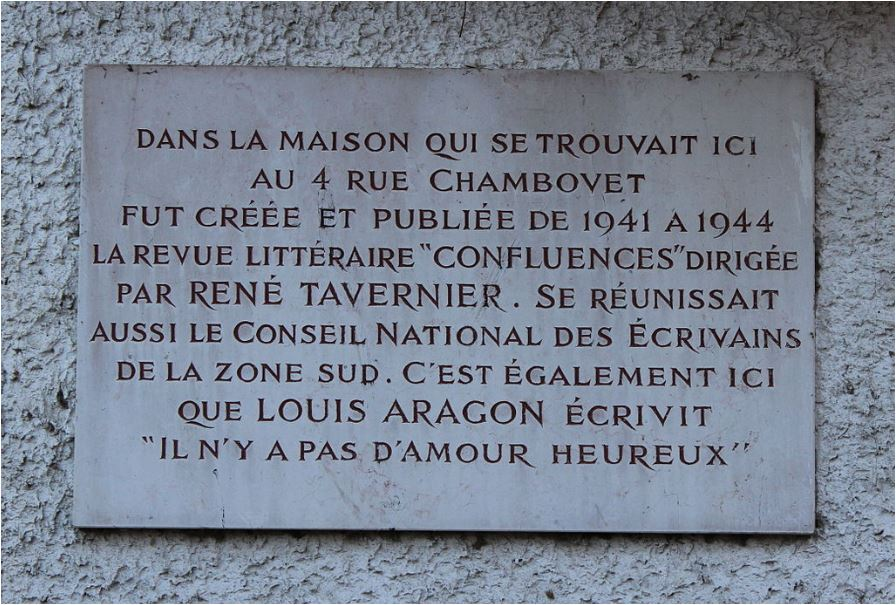

René Tavernier pubblicò le sue prime poesie prima della seconda guerra mondiale nella Nouvelle revue française, fu subito notato da Jean Wahl, che lo portò a conoscere Emmanuel Levinas e Jean-Paul Sartre. Era un amico di Vladimir Jankélévitch, filosofo e poeta francese.
René Tavernier organizzò incontri clandestini a casa sua fino alla fine del 1943 con Elsa Triolet e Louis Aragon.
È il padre del regista Bertrand Tavernier.